# CyanogenMod
CyanogenMod（サイアノジェンモッド）はCyanogenMod Inc.が開発していたAndroidをカスタマイズしたオープンソースのスマートフォンおよびタブレット向けのオペレーティングシステム（アフターマーケットファームウェア）である。略称はCM（シーエム）。日本語もサポートしている。

## 概要
FLACロスレス音楽形式、システムレベルのテーマ変更、compcache、様々なAPNのリスト、OpenVPN（公式アプリが存在するAndroid 4.0以降相当のCM9以降は削除）、電源メニューからのリブートおよびスクリーンショット、Bluetoothでのテザリング、通知バー上のトグル機能、DSPイコライザーといった公式ファームウェアにはない拡張機能をサポートしている。CyanogenModは、BFSをタスクスケジューラとして組み込んだ最初のモバイルOSであり、この変更はAndroidの公式なソースツリーの実験的ブランチにマージされた。CyanogenModの主張はベンダーがリリースする公式なAndroidファームウェアを上回る性能と信頼性である。
2009年の9月後半に、GoogleがCyanogenModの主な開発者であるSteve Kondikに警告状を送ったことで、CyanogenModは注目を集めた。Googleのこの行動はオープンソースコミュニティに対する挑戦とみなされ、PC World、The Register、The Inquirer、Ars Technica、The H、ZDNet、Gigaom、そしてeWeekなどの大手メディアにも取り上げられた。
2011年7月17日、CyanogenModの導入済みデバイス数が50万を超えた。
2012年12月13日、Benchmark CapitalとRedpoint VenturesからシリーズAとして700万米ドルを調達し、Steve KondikはCyanogenMod Inc.を設立した。
2016年12月24日、Cyanogenは全てのサービスとサポートおよびナイトリービルドの提供を2016年12月31日に終了すると発表した。

## バージョン履歴
CyanogenModのメジャーバージョンがリリースされる時期は、Android Open Source Projectで公式なソースコードがリリースされて2～3ヶ月ほどである。
ビルドエディション
- Nightly（ナイトリー） - 開発版。新機能が盛り込まれているが、不具合が多く安定性が確保されていない。
- Snapshot（スナップショット） - 安定版。ナイトリーでテストが繰り返され、不具合が修正された一般向けビルドである。

| サポート状況: | サポート状況: | サポート状況:  | サポート状況:    | サポート状況:  |
| ------------- | ------------- | -------------- | ---------------- | -------------- |
| サポート終了  | サポート中    | 最新バージョン | 最新プレビュー版 | 将来のリリース |

| バージョン | Androidのバージョン                | 最新/メジャーバージョンのリリース | リリース日     | 変更点 |
| ---------- | ---------------------------------- | --------------------------------- | -------------- | --- |
| 3          | Android 1.5 (Cupcake)              | 3.6.8.1                           | 2009年7月1日   | 3.6.8は、Android 1.5_r3 (Cupcake) がベース。 |
| 3          | Android 1.5 (Cupcake)              | 3.9.3                             | 2009年7月22日  | 3.9.3からFLACに対応する。 |
| 4          | Android 1.5 / 1.6 (Cupcake/Donut)  | 4.1.4                             | 2009年8月30日  | Android 1.6 "Donut" ベース。このバージョンからQuickOfficeは削除された。 |
| 4          | Android 1.5 / 1.6 (Cupcake/Donut)  | 4.2.15.1                          | 2009年10月24日 | 4.2.3でUSBテザリングをサポート。4.2.6は、Android 1.6r_2ベース。4.2.11は、ブラウザやギャラリーでピンチズームやスワイプ操作をサポート。 |
| 5          | Android 2.0 / 2.1 (Eclair)         | 5.0.8                             | 2010年7月19日  | ADWランチャーを標準に変更。 |
| 6          | Android 2.2.x (Froyo)              | 6.0.0                             | 2010年8月28日  | アドホック・モードやデュアルカメラのサポート、パフォーマンス向上のための実行時コンパイラ。 |
| 6          | Android 2.2.x (Froyo)              | 6.1.3                             | 2010年12月6日  | Android 2.2.1ベース。 |
| 7          | Android 2.3.x (Gingerbread)        | 7.0.3                             | 2011年4月10日  | Android 2.3.3ベース。 |
| 7          | Android 2.3.x (Gingerbread)        | 7.1.0                             | 2011年10月10日 | Android 2.3.7ベース。 |
| 7          | Android 2.3.x (Gingerbread)        | 7.2.0                             | 2012年6月16日  | 新しいデバイス、更新されたシステムUIの翻訳、ロック画面の刷新、Android 4.0のアニメーションをバックポート、ステータスバー上の電池残量アイコンの設定が追加、多くのバグ修正 |
| 8          | Android 3.x (Honeycomb)            | N/A                               | N/A            | GoogleがAndroid 3.0のソースコードを公開しなかったために、CyanogenMod 8がリリースされることは無かった。 |
| 9          | Android 4.0.x (Ice Cream Sandwich) | 9.1                               | 2012年8月29日  | Android 4.0.xベース。CyanogenMod独自のランチャー、Trebuchetが採用された。 |
| 10         | Android 4.1.x (Jelly Bean)         | 10.0.0                            | 2012年11月13日 | Android 4.1.2ベース。拡張デスクトップモード、組み込みのrootが有効なファイルマネージャーが追加。 |
| 10         | Android 4.2.x (Jelly Bean)         | 10.1.3                            | 2013年6月24日  | Android 4.2.2ベース。プライバシー強化とSELinuxが含まれる。 |
| 10         | Android 4.3.x (Jelly Bean)         | 10.2.1                            | 2014年1月31日  | Android 4.3ベース。ブラックリスト機能を追加。 |
| 11         | Android 4.4.x (KitKat)             | 11                                | 2014年12月5日  | Android 4.4ベース。 |
| 12         | Android 5.0.x / 5.1.x (Lollipop)   | 12.0                              | 2015年1月5日   | Android 5.0.xベース。 |
| 12         | Android 5.0.x / 5.1.x (Lollipop)   | 12.1                              | 2015年6月30日  | Android 5.1.xベース。既存のプログラムリーク問題の修正。 |
| 13         | Android 6.0.x (Marshmallow)        | 13                                | 2015年12月24日 | Android 6.0.xベース。Wi-Fiテザリング、プロファイル機能、プライバシーガード、Bluetooth機器のバッテリ管理のサポート、ロック画面の壁紙選択の再導入、天気情報のプラグイン、ロック画面の透過とぼかし、ライブロック画面のサポート、CM独自の新しいカメラとブラウザ (Snap, Gello)、翻訳の改善、Cyanogen Appsのサポート、CMSDK APIの追加、毎月のセキュリティ更新 |
| 14         | Android 7.0 (Nougat)               | N/A                               | N/A            | Android 7.0ベースで開発中だったが、GoogleによるAndroid 7.1のリリースに伴い14.1に持ち越された。 |
| 14         | Android 7.1.x (Nougat)             | 14.1                              | 2016年11月4日  | Android 7.1ベース。最初の開発版は、Oneplus 3向けに公開された。 |

## 開発
携帯電話HTC Dreamが2008年9月に発売されてすぐ、AndroidのLinuxサブシステム上のルート権限を手に入れることのできる“rooting”（所謂root化）と呼ばれる手法が、Androidコミュニティで発見された。この発見により、オープンソースであるAndroidのファームウェアの修正と再インストールが可能になった。これらの修正はNexusなどのアンロック可能なブートローダを持った開発用端末には不要である。
CyanogenMod 9.0は、公式リリースであるAndroid 4.0.4 "Ice Cream Sandwich" のコードをベースにしている。CyanogenModのカスタム部分はまずCyanogen (Steve Kondik) らによって書かれたが、xda-developersコミュニティなどの外部からの貢献部分も含んでいる。
CyanogenはCyanogenModとともに使われる“recovery image”のメンテナでもあった。このrecovery imageは、特別な機器のメモリのバックアップやリストア、またはファームウェアの修正やアップグレードに使われる特殊なブートモードである。Cyanogenのrecovery imageは、現在利用可能な多くのAndroid端末のroot化手法である「ワンクリックルート」を統合している。なお、現在開発は終了している模様。
CyanogenMod Updaterと呼ばれるアプリケーションがあり、CyanogenModの新しいアップデートを通知し、ダウンロード及びインストールを行う。このアプリケーションはAndroid Marketで公開されていたが、現在は削除されている。
現在は設定に組み込まれたOTAアップデート機能や、TWRP (TeamWin Recovery Project) などを用いた手動でのアップデートが可能である。

## Google Appsなどの使用許可論争
バージョン4.1.11.1まで、CyanogenModには、GoogleによるGmail、Maps、Market、Talk、YouTubeなどのクローズドソースアプリケーションと、プロプライエタリなハードウェアドライバが組み込まれていた。これらのパッケージはベンダによるAndroidディストリビューションに含まれていたが、フリーなディストリビューションにはライセンスされていなかった。GoogleがCyanogenに対し、前述のアプリケーションをディストリビューションに含めないように警告したあと、数日間開発が停止した。Googleに対する多くのCyanogenModユーザの反応は敵対的で、Googleの法的脅迫は、Google自身の持つ利益を損ない、彼らのモットーである“Don't be evil”を冒していると言われた。
Googleの立場を明確にした前述の声明と、その後のGoogleとCyanogenとの交渉により、プロプライエタリな“Google Experience”コンポーネントをバンドルしない形で、CyanogenModプロジェクトが継続できるという決着を見た。
これは、プロプライエタリなGoogle製アプリケーションがGoogle提供のファームウェアからバックアップされ、権利を侵害していないCyanogenModに再インストールされてもよい、ということを示した。しかしながらこの論争は、Android開発者がGoogle製アプリケーションを置き換えるようなオープンソースアプリケーションを開発するきっかけになった。
Cyanogenは、Googleとの問題は残っていないとしても、プロプライエタリでクローズドなデバイスドライバのライセンスに問題が生じる可能性を警告した。しかしながら、彼はソースツリーを再構築し、ライセンシング問題が解決されると信じている。彼はまた、Googleの従業員の援助を受けている。
Cyanogenとその他の開発者たちは、Open Android Alliance（Open Handset Allianceではない）を構成している。これは、「完全にカスタマイズできて、Googleや他の権利に頼らないAndroidの雰囲気」への貢献をゴールとする組織である。